# Greggio
Greggio je italská obec v provincii Vercelli v oblasti Piemont.
K 31. prosinci 2011 zde žilo 382 obyvatel.

## Sousední obce
Albano Vercellese, Arborio, Recetto (NO), San Nazzaro Sesia (NO), Villarboit